# Општина Штиука (Тимиш)
Штиука (рум. Ştiuca) општина је у Румунији у округу Тимиш.
Oпштина се налази на надморској висини од 220 m.